# Haematopus moquini
Haematopus moquini là một loài chim trong họ Haematopodidae.
Đây là một loài chim lội định cư sinh sống ở các bờ biển đất liền và các đảo ngoài khơi phía nam châu Phi. Loài chim lội sắp bị đe dọa này có số lượng hơn 6.000 cá thể trưởng thành, sinh sản từ tháng 11 đến tháng 4. Tên khoa học moquini để tưởng nhớ nhà tự nhiên học người Pháp Alfred Moquin-Tandon, người đã phát hiện và đặt tên loài này trước Bonaparte. 

## Hình ảnh

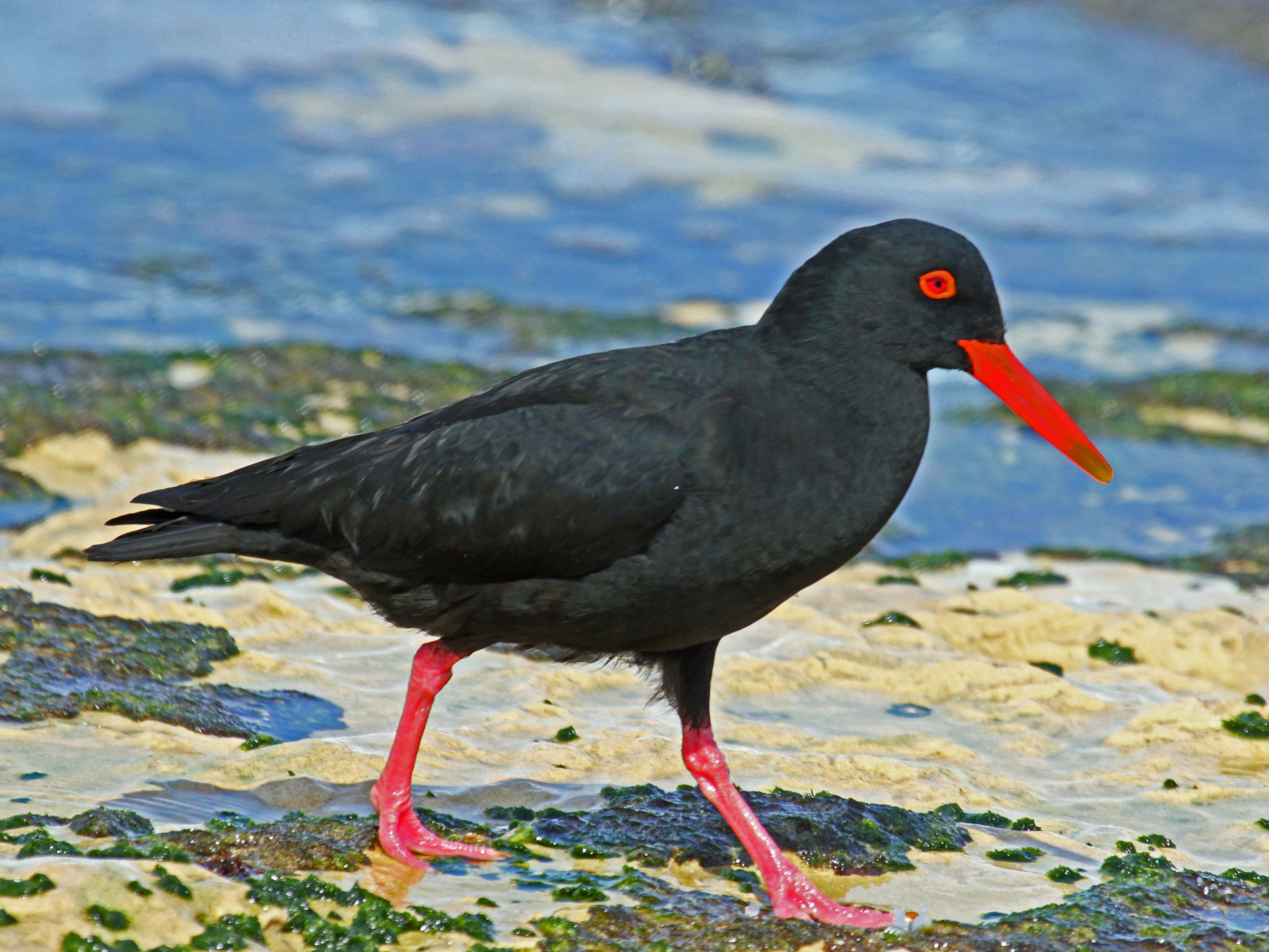
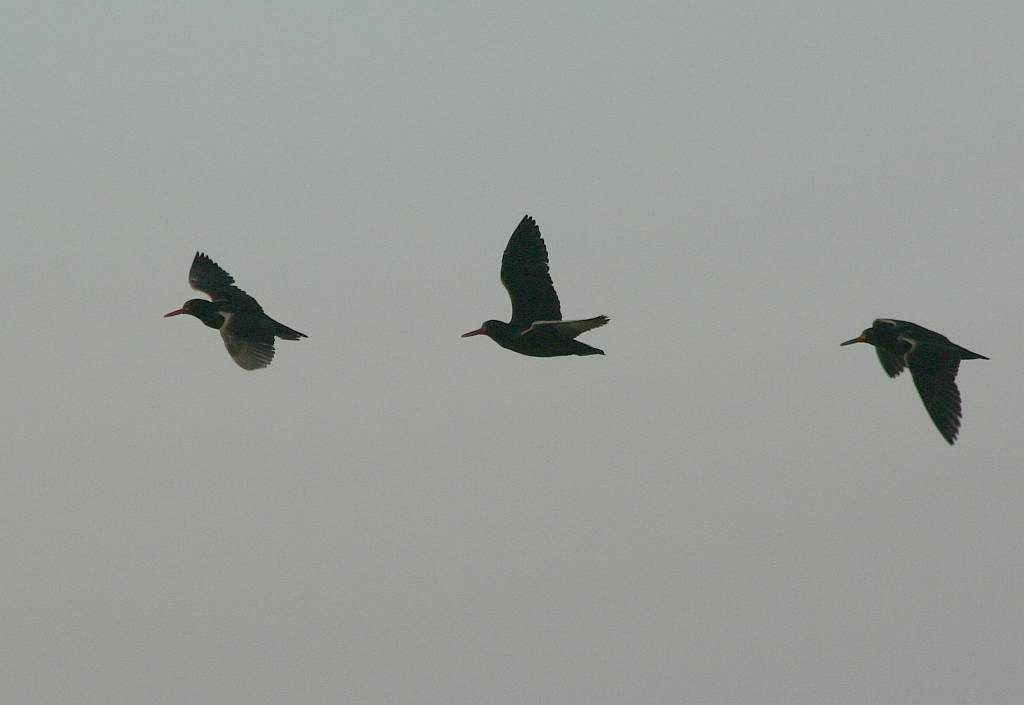
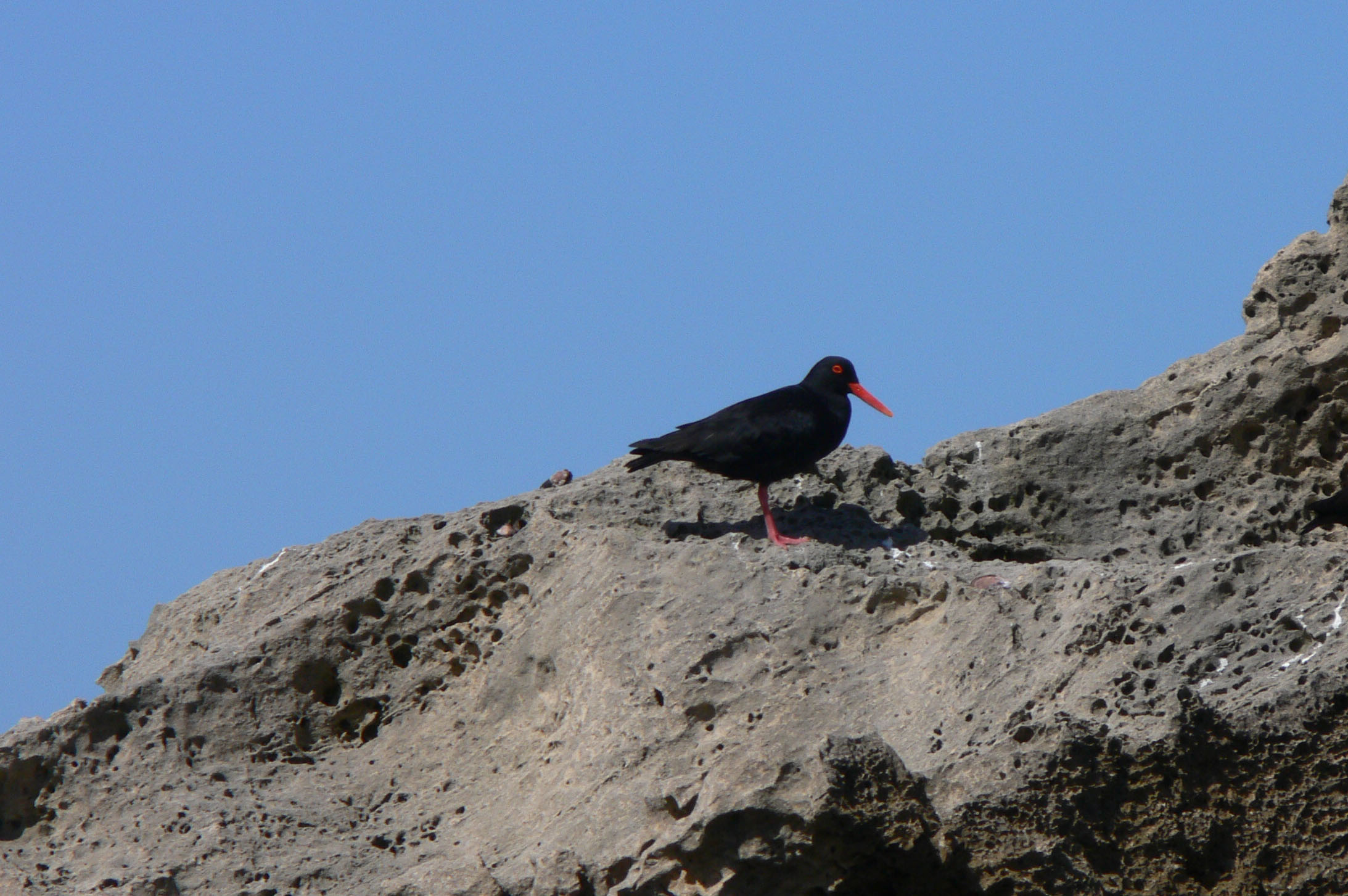
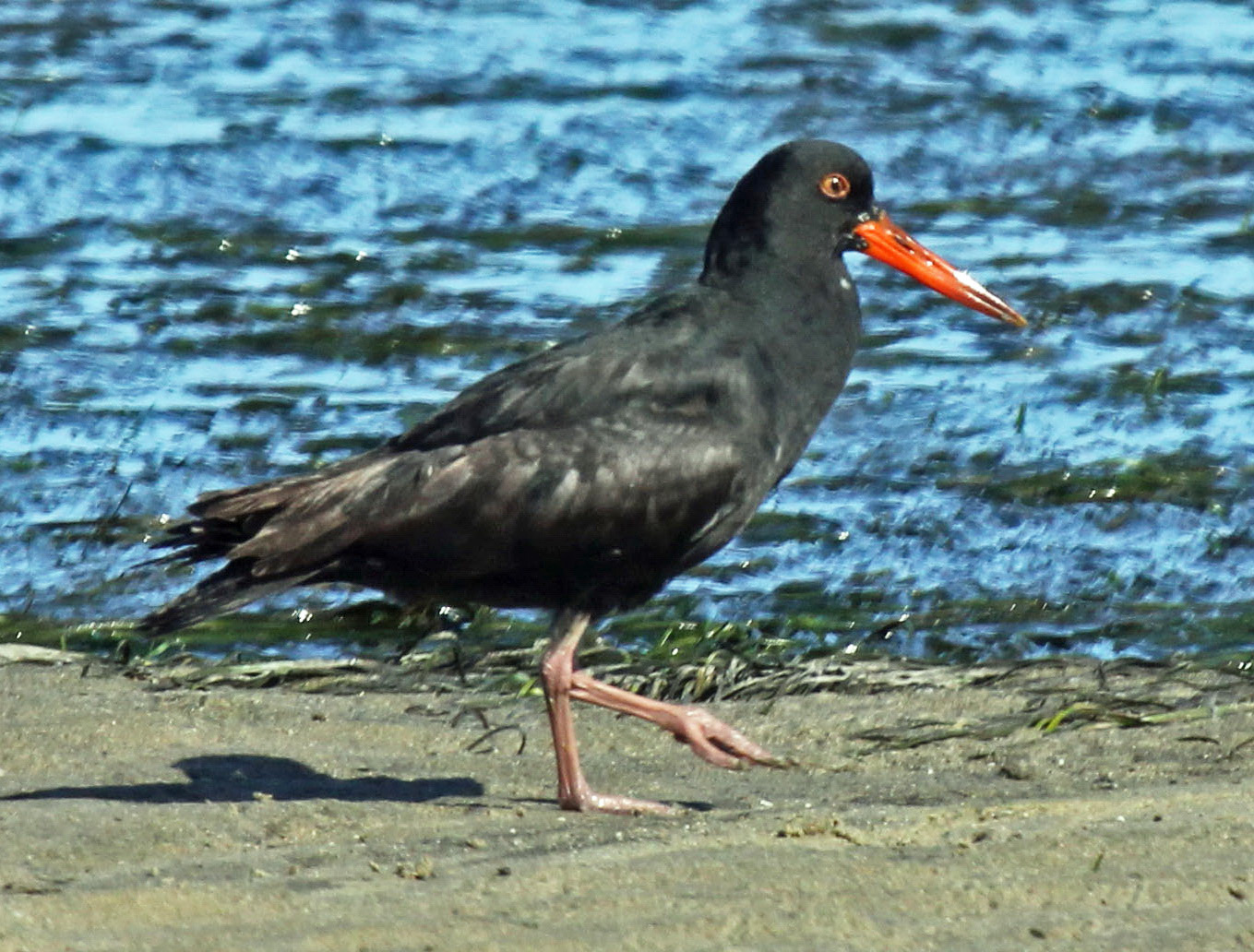
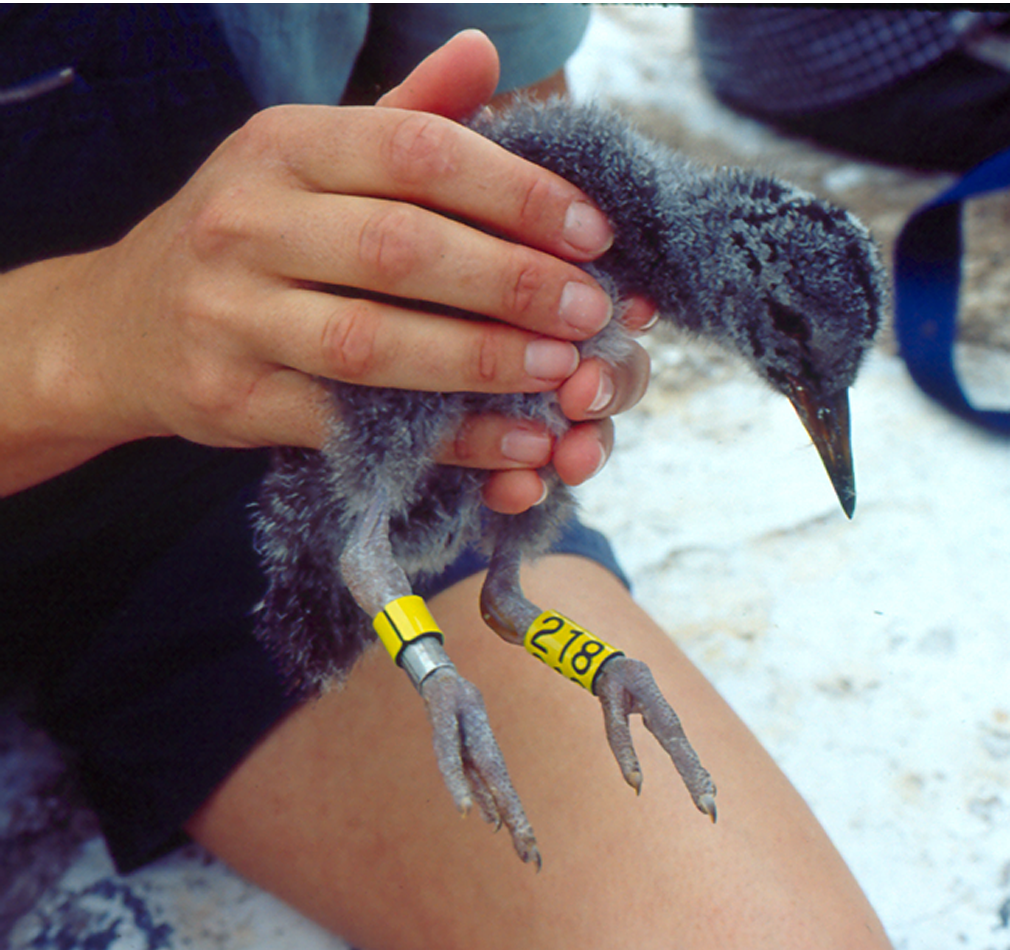